# Islam a Andorra
Andorra compta aproximadament 2000 habitants de confessió musulmana segons sosté el Departament d'Estat dels Estats Units (informe del 2009). Segons La Vanguardia n'hi hauria uns 1000. Llevat d'aquestes dades aproximatives no hi ha cap cens.

## Població musulmana
Es pot mirar de donar alguna dada aproximativa mitjançant la nacionalitat dels habitants d'Andorra, uns 72.000 aproximadament. L'exercici és simplificador, podria no atendre totalment a la realitat, però permet, davant la manca de dades, donar algunes xifres.
- Marroquina (515)
- Turca (112)
- Pakistanesos (79)

## Institucions
La Constitució andorrana diu clarament que “Andorra és un Estat independent, de Dret, Democràtic i Social” (article 1) i sota aquesta base es considera que “totes les persones són iguals davant la llei. Ningú pot ésser discriminat per raó de naixement, raça, sexe, origen, religió, opinió o qualsevol altra condició personal o social” (article 6). Ara bé, encara que “la Constitució garanteix la llibertat ideològica, religiosa i de culte” (article 11), atorga un lloc privilegiat i únic a l'Església Catòlica: “la Constitució garanteix a l'Església Catòlica l'exercici lliure i públic de les seves activitats i el manteniment de les relacions de col·laboració especial amb l'Estat d'acord amb la tradició andorrana” (article 11) donant-li caràcter de “personalitat jurídica d'acord amb les seves pròpies normes” (article 11), a més de promoure que “els pares tenen dret a una educació moral o religiosa per als fills d'acord amb les seves conviccions pròpies” (article 22).
Això s'explica per la tradició catòlica del país i també per la presència d'un cap d'estat, el copríncep episcopal, com a representant de la religió catòlica. Després que el país aconseguís la independència, les institucions van entrar en un procés de laïcitat, moltes vegades encoratjat pel mateix copríncep francès. Tanmateix, segueix havent-hi favoritisme envers la religió catòlica i mostra d'això la Constitució. Estudis realitzats pel CRES certifiquen aquestes afirmacions. Segons la revista Ciutadans del CRES (núm. 10), l'índex de favoritisme religiós havia anat augmentant de 3 punts respecte a anys anteriors (5,7 al 2003 per 7 al 2008). Diu clarament que a Andorra “una religió [la Catòlica] té privilegis o l'accés del govern no està disponible per a altres religions”. Per exemple, la comunitat musulmana andorrana havia demanat al govern andorrà reiterades vegades que l'ajudés a construir una mesquita, però la resposta sempre va ser negativa. La comunitat jueva, musulmana i hahá’í també demanaven la construcció d'un cementiri no cristià, que mai va arribar.

## Religions a Andorra
Segons el CRES, en un estudi realitzat i publicat a la revista Ciutadans en el seu número 10 (any 2013), el 30% de la població andorrana considera que el fet religiós i ideològic és bastant o molt important, mentre que el 70% diu que és poc o gens important. Es pot llegir també que la gent se sent en un 48% religiosa, mentre que el 37,5% se sent “no religiosa” i el 14,2% “atea convençuda”. Llevat de la cristiana catòlica cap comunitat té a Andorra l'any 2013 un centre de culte expressament dissenyat. L'estudi del CRES apunta que la població andorrana es considera receptiva a rebre informació relacionada amb religions menys conegudes o minoritàries.
Les pràctiques religioses a Andorra:
| Nacionalitat                                                    | 2000   | 2005   | 2010   | Confessió  |
| marroquina                                                      | 496    | 504    | 508    | musulmana  |
| suïssa, britànica, alemanya, nord-americana, holandesa i danesa | 1851   | 1.953  | 2.076  | protestant |
| andorrana, catalana, basca, francesa, espanyola, portuguesa     | 61.478 | 72.696 | 77.837 | catòlica   |
| índia                                                           | 114    | 133    | 103    | hinduista  |

nota: els resultats obtinguts no són complets, la llista de nacionalitats és més llarga, però es proposa una taula aproximativa (informació extreta del Departament d'Estadístiques d'Andorra).

## Història de l'islam i el cristianisme a Andorra
El final de la Segona Guerra Mundial pot ser pres com a punt de partida d'una realitat diferent per Andorra quant a la religió. En efecte, Andorra ha estat durant molts segles un territori de tradició pràcticament o gairebé únicament catòlica. Hi té molt a veure el fet que l'un dels seus prínceps és representant de l'església catòlica, el bisbe de la Seu d'Urgell. L'art del país n'és una bona mostra. El patrimoni romànic abunda i les pintures o altres formes d'arts anteriors al segle xx són estrictament catòliques. La divisió administrativa del país es fa amb parròquies, l'una de les festes nacionals és religiosa (diada de Meritxell) i els carrers o edificis molts cops porten topònims amb consonància cristina. No se sap al cert si hagué presència musulmana durant l'inici de l'edat mitjana. S'han trobat objectes a necròpolis situades prop d'esglésies romàniques amb filiació islàmica, fet que porta a pensar d'una presència a la vora de musulmans. Tampoc es pot afirmar que Andorra estigués sota control visigot. En qualsevol dels casos, el fet que Andorra fos incorporada a la Marca Hispànica i que aquesta fos cristiana, però també context de fundació d'Andorra, ha fet de la religió catòlica la fe predominant amb escreix al llarg de la història.